# Skivarps kyrka
Sankt Laurentii kyrka är en kyrkobyggnad i Skivarp. Den tillhör Skivarps församling i Lunds stift.

## Kyrkobyggnaden
Kyrkan byggdes av kalksten, troligen under 1100-talets mitt eller andra hälft. Valven slogs på 1400-talet. Även trappgavelstornet byggdes under medeltiden.
Vid 1800-talets mitt blev kyrkan bredare genom tillbyggnaden av korsarmarna. Valven smyckades med kalkmålningar ungefär år 1500. På 1930- och 40-talen utförde Gunnar Torhamn glasmålningar i fönstren.
Vid något arbete mitten av 1800-talet så upptäcktes några benrester under altaret som bland annat riksantikvarien Eric Hildebrand trodde var några reliker av något helgon. De sammanfogades och visade sig vara bakfoten av en skjäl (ej hittat betydelse av detta ord).

## Inventarier
Dopfunten gjordes av kalksten under medeltiden, men finns nu inte i kyrkan utan på historiska museet i Lund.
Altaruppsats och predikstol är från 1600-talet.

## Kalkmålningarna
När valven slogs på 1400-talet smyckades de med gotiska kalkmålningar av Skivarpsmästaren som var en grupp målare från trakten. Kännetecknande för gruppen är stiliserad akantusrankor, tre klöver sammansatta fyra och fyra till stjärnor.
Kyrkorummet är en förgård till himmelriket.
Ett annat särdrag är några svampliknande träd, förmodligen ska svamparna föreställa palmer. Den medeltida målaren i Skivarp hade troligen aldrig sett palmer, men som vanliga träd såg  de antagligen inte ut, därav utseendet. Dessa bilder spelade antagligen en stor pedagogisk roll för församlingen.
Menigheten kunde inte förstå prästens mässande på latin, inte heller kunde de läsa eller ha råd med dyra böcker. Denna typ av bilder har följaktligen fått namnet ”Fattigmansbibel”.
Målningarna överkalkades under 1700-talet och återupptäcktes på 1890-talet. 1943 togs de fram av konservatorn O.Owald.
Det danska helgonet S:t Knut syns framme i kyrkvalvet eftersom kyrkan de första 500 åren faktiskt var dansk.

### Orgel
- 1887 byggde Rasmus Nilsson, Malmö en orgel med 10 stämmor.
- Den nuvarande orgeln byggdes 1934 av Marcussen & Søn, Aabenraa, Danmark och är pneumatisk. Orgeln har fasta kombinationer.

| Huvudverk I    | Svällverk II      | Pedal      | Koppel |
| Quintadena 16´ | Rörflöjt 8´       | Subbas 16´ | I/P    |
| Principal 8´   | Salicional 8´     | Oktava 8´  | II/P   |
| Gedackt 8´     | Spetsflöjt 4'     |            | II/I   |
| Oktava 4'      | Nasat 2 2/3'      |            |        |
| Rörflöjt 4'    | Oktava 2'         |            |        |
| Mixtur 4 chor  | Ters 1 1/3'       |            |        |
|                | Quinta 1 1/3'     |            |        |
|                | Crescendosvällare |            |        |